# St. Martin (Bergen)
Koordinaten: 48° 28′ 55,6″ N, 11° 51′ 47,1″ O
Die katholische Pfarrkirche St. Martin ist die denkmalgeschützte Dorfkirche von Bergen in der Gemeinde Wang im Landkreis Freising (Oberbayern). Namenspatron der Kirche ist St. Martin von Tours.

## Geschichte
Die erste urkundliche Erwähnung von Bergen war im Jahre 722, als der Ort noch „Perge“ genannt wird. Bergen ist ab dem Jahr 814 als eigene Pfarrei (mit den Filialen Inkofen, Feldkirchen, Kirchamper, Marchenbach und Sixthaselbach) nachgewiesen. 822 wurde mit dem Bau der Kirche begonnen. Die heutige Sakristei diente damals als Altarraum. Auf Drängen der damaligen Grundherren, der Grafen von Schrenck, wurde der Pfarrsitz im Jahre 1690 von Bergen nach Inkofen verlegt. St. Martin blieb aber weiterhin Pfarrkirche und wurde im Laufe der Zeit mehrmals erweitert. Heute ist St. Martin in Bergen Teil des Pfarrverbands Zolling und wird von Prämonstratensern betreut.

## Baubeschreibung
Die Beschreibung des Bayerischen Landesamts für Denkmalpflege für das geschützte Baudenkmal (Denkmal-Nr. D-1-78-155-3) lautet:

„Spätromanische ehemalige Chorturmkirche mit gerade schließendem Chorabschluss und Turmobergeschoss mit Zwiebelhaube der 2. Hälfte 17. Jahrhundert, barockes Langhaus von 1762, ausgebaut 1882; mit Ausstattung“